# Fábry József
Fábry József (Krasznahorkaváralja, 1909. június 4. - Budapest, 1971. november 9.) baloldali pártmunkás, katonatiszt, partizán.

## Élete
Kassán élt, s mint építőmunkás már 15 éves korában bekapcsolódott a munkásmozgalmakba. Tagja volt a Csehszlovákiai Kommunista Ifjúsági Szövetségnek és a Proletár Testnevelési Egyesületnek. 1927-ben már tagja volt a Csehszlovák Kommunista Pártnak, és 1930-tól nagymihályi területi szervezeti titkár lett. Csehszlovákia börtöneit is megjárta. 1937-től Kassán élt.
Az első bécsi döntést követően kapcsolatot teremtettek a fővárosi szakszervezeti központokkal, s a Szociáldemokrata Párttal, amelynek helyi szervezeteit is létrehozták. 1940-ben letartóztatták, 1941-ben pedig internálták. 1942 áprilisában besorozták a honvédségbe és egy büntetőszázaddal a szovjet frontra került. A fronton azonban átállt a szovjetekhez, s hadifogságba került. Partizán kiképzést kapott és 1944 szeptember 19-én a Szlovák Nemzeti Felkelés támogatására ejtőernyővel ledobták őket Besztercebánya közelében, Kordéházánál.
A Petőfi-csoport komisszárja, majd vezetője lett. 1945 után még egy rövid ideig Csehszlovákiában maradt, majd áttelepült Magyarországra. Létrehozta a Szlovákiai Magyar Antifasiszták Szövetségét, amely tiltakozott a magyarellenes intézkedések ellen.
Magyarországon a Magyar Dolgozók Pártja alkalmazottja, majd a Magyar Néphadsereg alezredese lett. Halála előtt a Hadtörténeti Intézetben dolgozott.

## Művei
- 1973 A szabadságért harcoltunk
- 1974 A Petőfi Sándor partizánosztag harcai Szlovákiában. Irodalmi Szemle 1974/6